# The Girls Rebel Force of Competitive Swimmers
The Girls Rebel Force of Competitive Swimmers (女子競泳反乱軍?, Joshikyôei hanrangun) è un film del 2007, diretto da Kôji Kawano. Fa parte del V-Cinema, essendo uscito direttamente per il mercato home video.

## Trama
Aki è una ragazza dal passato misterioso, che è stata trasferita in una nuova scuola, proprio mentre le autorità giapponesi stanno effettuando una serie di vaccinazioni contro un misterioso virus, che trasforma le persone in pericolosi zombi. Le uniche persone immuni al virus sono le ragazze della squadra di nuoto del liceo.
Aki conosce una ragazza che ha sul corpo gli stessi nei e le stesse sue voglie. Le due ragazze hanno un rapporto lesbico, quindi Aki si unisce alla squadra di nuoto, iniziando una lotta contro gli zombi a colpi di motoseghe, mazze da baseball e altre armi improvvisate, e svela il suo misterioso passato.

## Collegamenti ad altre pellicole
- La scena in cui Aki spara improvvisamente una serie di raggi laser dalla vagina è un riferimento a un'analoga scena, in cui una ragazza usava la sua vagina come cerbottana, presente in Fudoh: The New Generation, diretto da Takashi Miike nel 1996.

## Titoli alternativi
Il film è conosciuto anche come Attack Girls Swim Team vs the Unliving Dead, Attack Girls' Swim Team Versus the Undead, Nihombie 2, Nihonbi 2 e Undead Pool.